# Godert Maas Geesteranus
Godert Willem Maas Geesteranus (Delft, 17 februari 1924 - Den Haag, 18 april 2012) was een Nederlands jurist gespecialiseerd in het internationaal publiekrecht.
Maas Geesteranus werd geboren te Delft als zoon van Pieter Maas Geesteranus (1896-1971), later verzetsstrijder en fractievoorzitter van de plaatselijke VVD, en Sigrid Hondius (1899-1988). Hij was een telg uit het in Nederland's Patriciaat opgenomen geslacht Maas Geesteranus. Hij deed in 1941 eindexamen HBS-B aan het Baarnsch Lyceum en twee jaar later staatsexamen gymnasium (toentertijd een vereiste voor toelating tot de rechtenstudie). Na de heropening van de universiteiten na het einde van de Duitse bezetting ging hij rechten studeren aan de Universiteit Utrecht, waar hij in 1949 afstudeerde. Na zijn studie kwam hij te werken bij het ministerie van Buitenlandse Zaken. 
Op 13 juni 1950 trouwde hij te Bilthoven met Diderica Elisabeth Willemina (Liesbeth) van Reede (1924-1998). Ze kregen drie dochters. In 1967 was hij korte tijd werkzaam aan de Vrije Universiteit Amsterdam als docent volkenrecht. In 1980 was hij gedetacheerd bij het Internationaal Atoomenergieagentschap in Wenen. In 1986 volgde hij Willem Riphagen op als juridisch adviseur van het ministerie van Buitenlandse Zaken, de belangrijkste jurist van het departement; Riphagen had die functie bijna dertig jaar lang uitgeoefend. Uit hoofde van die functie was Maas Geesteranus ook lid van de staatscommissie voor het internationaal privaatrecht en het Permanent Hof van Arbitrage. In 1989 ging hij met pensioen als ambtenaar bij Buitenlandse Zaken; hij werd nog wel lid van de Commissie van advies inzake volkenrechtelijke vraagstukken (1989–1996). 
Maas Geesteranus overleed in 2012 op 88-jarige leeftijd te Den Haag. Hij was ridder in de Orde van de Nederlandse Leeuw, officier in de Orde van Oranje-Nassau en grootofficier in de Orde van Francisco de Miranda (Venezuela). 
- Gemeinsame Normdatei: 1158074905
- International Standard Name Identifier: 0000 0003 8891 4861
- Library of Congress Control Number: no2015115718
- Nederlandse Thesaurus van Auteursnamen: 068583400
- Virtual International Authority File: 306340950